# 犬童一心
犬童 一心（いぬどう いっしん、1960年6月24日 - ）は、日本の映画監督、CMディレクター、脚本家。ADKアーツ所属後、株式会社スカイドラム代表。現在も東京都在住。

## 来歴
東京都生まれ。法政大学第一高等学校（現：法政大学高等学校）在学中より自主制作映画の監督、製作をスタートする。1979年、『気分を変えて?』の脚本・監督を務め、ぴあフィルムフェスティバル入選。入選後、黒沢清、手塚眞らと知り合い、交友を深める。
自主制作時代、池袋文芸坐（現・新文芸坐）主催のMWC（マインド・ウェーブ・シネマ）に参加、1982年『赤すいか黄すいか』（16mmフィルム）、1983年『夏がいっぱい物語』（8mmフィルム）などのフィルムによる作品を手がけた。なお、自主製作時代に大林宣彦監督の『ねらわれた学園』（1981年）に生徒会長・高見沢みちるの超能力で懲らしめられる不良学生役で出演しているとWikipediaで書かれていた事については、本人がツイッター上で否定している（同作品には有川正彦役の手塚眞をはじめ、当時の自主映画関係者が多数エキストラ参加している）。
東京造形大学造形学部卒業後は朝日プロモーション（現・ADKアーツ）入社。CMディレクターとして数多くのTVCMの企画・演出を手掛け、ACC賞、IBA、ニューヨークフィルムフェスティバルなど受賞多数。
CM演出のかたわら、1993年『何もかも百回も言われたこと』（西岡由美子(クララサーカス)脚本・主演）監督・製作。 同年、実写とアニメーションを組み合わせた短編『金魚の一生』監督・製作で「キリンコンテンポラリーアワード」1993年度最優秀作品賞を受賞した。翌年『二人が喋ってる。』で長編デビュー。1996年、サンダンスフィルムフェスティバル in東京でグランプリ、第37回日本映画監督協会新人賞を受賞。同作をきっかけに1998年、市川準監督より『大阪物語』の脚本執筆を依頼された。脚本家としては他に、塩田明彦監督『黄泉がえり』も担当した。
2003年、第54回芸術選奨映画部門において、監督作品『ジョゼと虎と魚たち』が大林宣彦、佐藤忠男、羽田澄子、山田洋次、高野悦子、市川準などの審査員によって「芸術選奨新人賞」に選出された。
大島弓子のファンで、自主映画時代を含め3本の長編作品を映画化している。2000年の『金髪の草原』と2008年の『グーグーだって猫である』では監督・脚本を兼務している。2014年、2016年の連続テレビドラマ版『グーグーだって猫である』『グーグーだって猫である2 -good good the fortune cat-』でもシリーズ構成と監督を担当した。
また1970年代のホラー映画のファンでもあり、2008年のインタビューでは『金髪の草原』『ジョゼと虎と魚たち』等も「ホラー映画の『館もの』の雰囲気で演出した」と語り、「今後、純粋なホラー映画を是非撮りたい」と発言している。2014年には“青春ポップホラー”ドラマと称する連続テレビドラマ『セーラーゾンビ』の企画・脚本・総合演出を担当した。同年のインタビューでは、小さいころからテレビが好きだったからテレビがすごく重要なものだと思っていたのだが、今までテレビをちゃんとやっていなかったのでやろうと思ったと述べている。
2014年より毎年目黒シネマで市川準の監督作を集めた特集上映を企画している。
2016年、初の小説『我が名は、カモン』（河出書房新社）を出版した。
2019年、株式会社スカイドラム設立。

## フィルモグラフィー

### 監督

#### 映画
- 気分を変えて?（1979年、兼脚本、8mm映画）
- ミッドナイト・ドライブイン・シアター（ポッキー・ホラーショー）（1982年、8mm映画） - オムニバス映画。他に手塚眞、今関あきよしらが監督。
- 赤すいか黄すいか（1982年、兼脚本、16mm映画（モノクロ））
- 夏がいっぱい物語（1983年、兼脚本、8mm映画）
- ロイドより（1988年、クララサーカス主演、未公開）
- 金魚の一生（1993年、兼脚本、アニメ）
- 何もかも百回も言われたこと（西岡由美子/クララサーカス 脚本・主演）（1993年）
- 二人が喋ってる。（1995年、兼脚本）
- 金髪の草原（2000年、兼脚本・編集）
- 伝説のワニ ジェイク（2002年、兼脚本、アニメ）※公開2004年
- ジョゼと虎と魚たち（2003年）
- 死に花（2004年）
- いぬのえいが「ポチは待っていた」（2005年）
- タッチ（2005年）
- メゾン・ド・ヒミコ（2005年）
- 黄色い涙（2006年）
- 眉山-びざん-（2007年）
- グーグーだって猫である（2008年、兼脚本）
- ゼロの焦点（2009年）
- のぼうの城（2012年、樋口真嗣との共同監督）
- MIRACLE デビクロくんの恋と魔法（2014年）
- 猫は抱くもの（2018年）
- 引っ越し大名!（2019年）
- 最高の人生の見つけ方（2019年）
- 名付けようのない踊り（2022年、兼脚本）
- ハウ（2022年、兼脚本）
- 六つの顔（2025年）

#### テレビ
- 伝説のワニ ジェイク（2001年、兼脚本、アニメ）
- 愛と死をみつめて（2006年）
- アザミ嬢のララバイ 第1話「秘蜜を吸う」 第2話「愛を、更新する。」（2010年、兼全話クリエイティブディレクター）
- ブカツ道 第3話「練習とか面倒だし。」（2010年、兼脚本）
- イロドリヒムラ 第8話「才能がない」（2012年）
- ダークシステム 恋の王座決定戦（2014年、兼企画・シリーズ構成）
- グーグーだって猫である（2014年、兼シリーズ構成）
- 夢を与える（2015年）
- グーグーだって猫である2 -good good the fortune cat-（2016年、兼シリーズ構成）[15]
- ドラマミステリーズ 〜カリスマ書店員が選ぶ珠玉の一冊〜（2017年）

#### WEB
- 手を握る泥棒の物語（2004年）
- オールラウンドAV物語 たのし荘の人々（2005年、NECプロモーション・ネットムービー/全7話）

#### DVD
- SF 少女ドラマシリーズ「ADS77」（2013年、AKB48「恋するフォーチュンクッキー」特典映像）

### 脚本

#### 映画
- 大阪物語（1999年）
- ドリームメーカー（1999年）
- 黄泉がえり（2003年）

#### テレビドラマ
- 料理少年Kタロー 第8話（2002年）
- 航跡 〜横山やすし フルスロットル〜（2004年）
- セーラーゾンビ（2014年、兼企画・総合演出）

#### テレビ番組
- NHKスペシャル『地球大進化〜46億年・人類への旅』（2004年）

### 出演
- 真夏の夜はNO,TIME（1985年）
- 進撃の巨人 ATTACK ON TITAN エンド オブ ザ ワールド（2015年）
- シン・ゴジラ（2016年）[16] - 古代生物学者[2]
- 星くず兄弟の新たな伝説（2018年、手塚眞監督） - 酒場の客 役 ※庵野秀明・山本政志・吉村元希らと出演[17]
- 海辺の映画館―キネマの玉手箱（2020年、大林宣彦監督） - 映画監督（山中貞雄） 役

## 受賞TV-CM
- そふとシンコー（1991年、ACC地域奨励賞）
- VISAインターナショナル（1995年、ACC秀作賞、IBAファイナリスト、NYフェスティバルファイナリスト）
- アウディA6（1997年、IBAファイナリスト）
- 小岩井乳業（1999年、岩手県広告大賞、ACC奨励賞）
- オリコJUクレジット（2001年、ACC銀賞）
- カプコン（2001年、ACC賞）

## ミュージックビデオ
- YUKI「うれしくって抱きあうよ」（2010年）
- FUNKY MONKEY BABYS「LOVE SONG」（2011年）
- 前田敦子「君は僕だ」（2012年）
- エレファントカシマシ「ズレてる方がいい」（2012年） - 樋口真嗣監督と共同監督。映画『のぼうの城』主題歌
- 内田裕也 feat.指原莉乃「シェキナベイベー」（2014年）
- 高田漣「ハニートラップ」（2017年）

## 小説
- 我が名は、カモン（河出書房新社、2016年）ISBN 9784309025285

## 関連文献
- 映画『黄色い涙』犬童一心監督　インタビュー[リンク切れ]
- 葬祭研究所【葬礼談義】犬童一心さん＋中西通
- 映画『孤独な惑星』を語り尽くす 筒井武文×犬童一心×諏訪敦彦（11年12月27日 CINRA.NET掲載）